# Koponenia holoneuron
Koponenia holoneuron är en bladmossart som beskrevs av Ryszard Ochyra 1985. Koponenia holoneuron ingår i släktet Koponenia och familjen Amblystegiaceae. Inga underarter finns listade i Catalogue of Life.